# Stephen Morris
Stephen Paul David Morris (Macclesfield, 28 de outubro de 1957) é um músico e produtor inglês. Ele é mais conhecido pela sua passagem como baterista da banda Joy Division e posteriormente, tecladista e programador da banda New Order. Ele também tocou na banda Bad Lieutenant e na The Other Two, que formou com sua esposa, Gillian Gilbert. Stephen toca bateria de forma semelhante a uma caixa de ritmos, que mistura-se facilmente às batidas computadorizadas criadas por ele para o New Order, o que o levou a ser conhecido como "The Human Drum Machine". Ele explica isso pela sua forte forte admiração e influência por krautrock.
Morris ficou em 5º lugar no ranking dos 50 melhores bateristas de todos os tempos, feito pela revista Stylus Magazine's.

## Vida e carreira

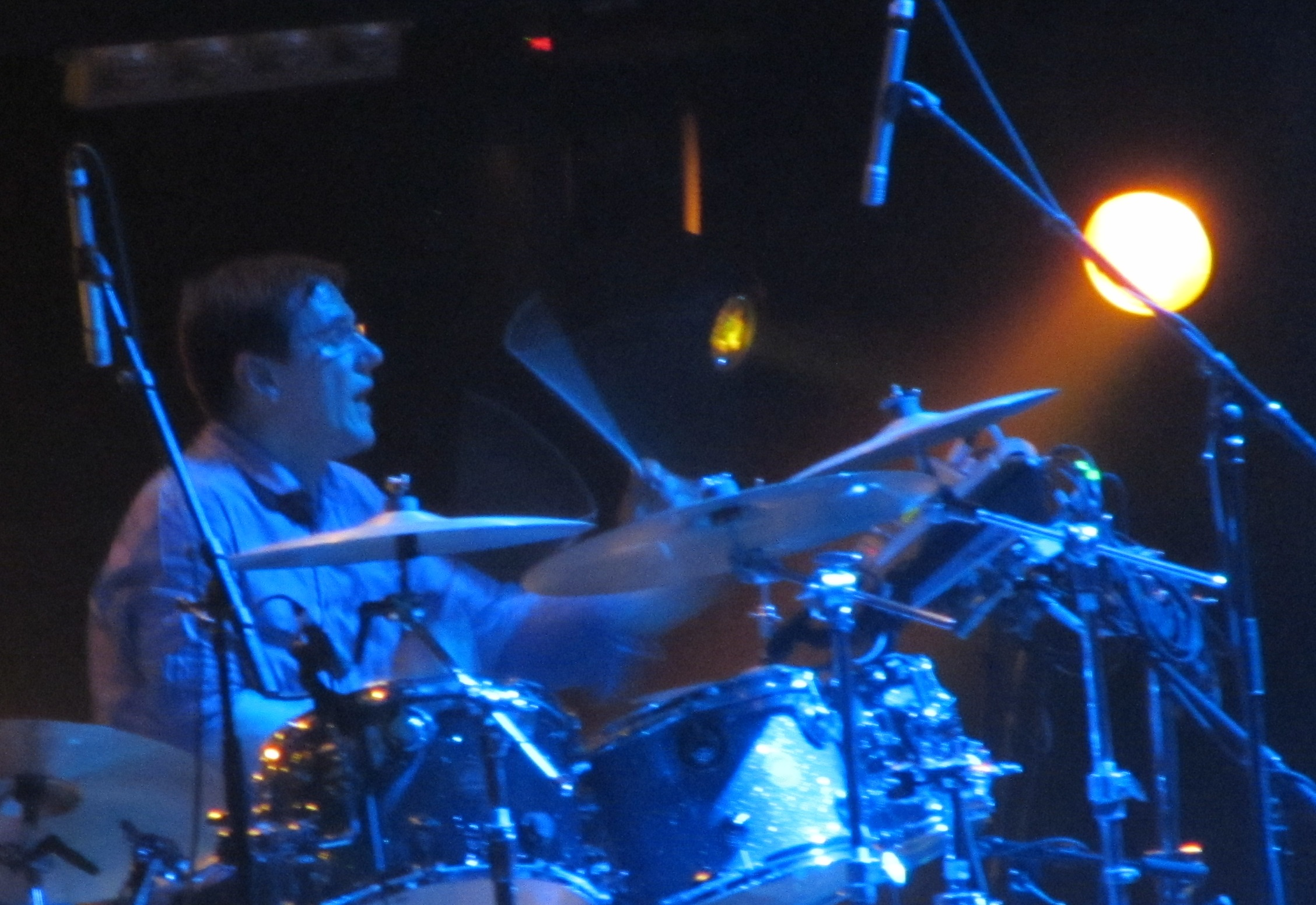
Drummer Stephen Morris performing with New Order in 2012.

Ele frequentou a King's School em Macclesfield, a mesma escola de Ian Curtis, vocalista do Joy Division. Stephen foi expulso por abuso de ingestão de xarope.
No início, Stephen Morris foi cogitado para ser o vocalista do New Order, e sua voz pode ser ouvida em algumas das primeiras gravações do grupo (especialmente gravações ao vivo).
Excêntrico, Stephen já foi chamado de "maluco" pelo companheiro de banda Peter Hook. Stephen usou parte de sua fortuna para comprar vários veículos militares. Ele e Gillian vivem em Rainow, nos arredores de Macclesfield, onde juntos formaram o projeto The Other Two. O casal tem duas filhas, Tilly e Grace. Grace sofre de mielite transversa, que tem efeitos similares a danos na espinha dorsal. A doença inicialmente deixou Grace paralisada da cintura para baixo, mas ela se recuperou bastante e já consegue caminhar sozinha, embora ainda necessite de ajuda e tratamento.
Em 2007, Stephen e Gillian remixaram duas faixas do Nine Inch Nails para o álbum Year Zero Remixed. Em 2009, Stephen Morris tocou bateria nas gravações do álbum de estreia da banda Bad Lieutenant, de Bernard Sumner.